# Paota
Paota là một chi bướm đêm thuộc họ Geometridae.